# طرديلن مثلم
طرديلن مثلم (الاسم العلمي:Tordylium sulcatum)  هو نوع غير مؤكد من النباتات يتبع جنس الطرديلن من الفصيلة الخيمية.